# Dhison Alexander Hernández
Dhison Alexander Hernandez (ur. 14 października 1984 r. w Caracas) – wenezuelski wioślarz, reprezentant Wenezueli w wioślarskiej jedynce podczas Letnich Igrzysk Olimpijskich w Pekinie.

## Osiągnięcia
- Mistrzostwa Świata – Sewilla 2002 – czwórka bez sternika – 17. miejsce[1].
- Igrzyska Olimpijskie – Pekin 2008 – jedynka – 24. miejsce[2].